# Det andra Heimat
Det andra Heimat, i Finland Hembygden - år av längtan (tyska: Die andere Heimat – Chronik einer Sehnsucht) är en tysk dramafilm från 2013 i regi av Edgar Reitz. Den utspelar sig på 1840-talet i den fiktiva byn Schabbach i Hunsrück och handlar om en ung man, son till en smed, som drömmer om att flytta till Sydamerika. Filmen är fristående men knyter på flera sätt an till Reitz' Heimat-trilogi, som skildrar samma bygd på 1900-talet. Filmen är i huvudsak svartvit men har även färginslag. Inspelningen ägde rum från 17 april till 17 augusti 2012.
Filmen hade världspremiär 29 augusti vid filmfestivalen i Venedig 2013, där den visades utom tävlan. Den hade tysk biopremiär 3 oktober 2013 och svensk 25 april 2014. Den fick Tyska filmpriset för bästa film, manus och regi.

## Medverkande
- Jan Dieter Schneider – Jacob
- Antonia Bill – Jettchen
- Maximilian Scheidt – Gustav
- Marita Breuer – Margarethe
- Rüdiger Kriese – Johann
- Philine Lembeck – Florinchen
- Mélanie Touché – Lena
- Eva Zeidler – Grossmutter
- Reinhard Paulus – Unkel
- Barbara Philipp – Frau Niem
- Christoph Luser – Franz Olm
- Rainer Kühn – Dr. Zwirner
- Werner Herzog – Alexander von Humboldt